# A Máquina de Joseph Walser
A Máquina de Joseph Walser é o segundo romance da série O Reino do escritor português Gonçalo M. Tavares, publicado em 2004 pela Editorial Caminho. O livro foi indicado, em 2013, como um dos 25 melhores livros traduzidos.
O livro fala sobre isolamento e imobilidade do ser humano, além da relação homem-máquina. Seu protagonista, Joseph Walser, apresenta características como o isolamento, a imobilidade e a alienação.